# 여자들 (1939년 영화)
《여자들》(The Women), 또는 《여인들》은 1939년 개봉한 미국의 코미디 드라마 영화이다. 조지 큐커 감독의 작품으로, 클레어 부스 루스가 지은 동명의 희곡을 바탕으로 하였다. 노마 시어러, 조앤 크로퍼드, 로절린드 러셀이 출연한다.
흑백으로 촬영되었으며 6분짜리 패션 퍼레이드가 테크니컬러로 촬영되었다.

## 줄거리
1939년, 뉴욕 맨해튼 상류층 여성들의 삶을 중심으로 이야기가 전개된다. 행복한 가정생활을 누리던 메리 헤인즈는 남편의 외도를 알게 되면서 충격에 빠진다. 남편과 내연녀 크리스탈과의 관계를 알게 된 메리는 친구들의 부추김에 갈등하지만, 결국 이혼을 결심하고 리노로 떠난다. 리노에서 메리는 같은 처지의 여성들을 만나게 되고, 이들은 저마다의 사연을 공유하며 위로를 얻는다. 한편, 메리의 친구 실비아는 자신의 남편이 다른 여자와 바람이 났다는 것을 알게 되고, 실비아 또한 리노로 향한다.
메리의 이혼이 마무리될 즈음, 그녀는 전 남편이 크리스탈과 결혼했다는 소식을 듣고 절망한다. 하지만 2년 후, 크리스탈은 새로운 연인과 바람을 피우고, 메리는 이를 계기로 다시 일어선다. 크리스탈의 불륜을 폭로하여 그녀를 몰락시키고, 남편을 되찾기로 결심한 것이다. 마침내 메리는 친구들의 도움과 자신의 용기를 발휘하여 크리스탈의 불륜을 폭로하는 데 성공하고, 전 남편과 재결합하며 이야기가 마무리된다. 이 과정에서 여성들의 질투와 경쟁심, 그리고 연대와 우정이 복합적으로 그려진다.

## 출연
- 노마 시어러/버지니아 웨이들러(아역) - 메리 헤인스
- 조앤 크로퍼드 - 크리스털 앨런
- 로절린드 러셀 - 실비아 파울러
- 메리 볼런드 - 드라브 백작부인
- 폴렛 고더드 - 미리엄 에런스
- 필리스 포바 - 이디스 포터
- 조앤 폰테인 - 페기 데이
- 루실 왓슨 - 모어헤드 부인
- 마저리 메인 - 루시
- 버지니아 그레이 - 팻
- 루스 허시 - 왓슨양
- 뮤리얼 허치슨 - 제인
- 헤다 호퍼 - 돌리 더푸이스터
- 플로렌스 내시 - 낸시 블레이크
- 코라 위더스푼 - 밴애덤스 부인
- 메리 베스 휴스 - 트리머백양
- 릴리너 본드 - 어스킨 부인
- 데니 무어 - 올가